# Delphine Nkansa
Delphine Nkansa (* 21. September 2001 in Sambreville) ist eine belgische Leichtathletin, die sich auf den Sprint spezialisiert hat.

## Sportliche Laufbahn
Erste internationale Erfahrungen sammelte Delphine Nkansa im Jahr 2022, als sie bei den Europameisterschaften in München mit 11,39 s im Halbfinale im 100-Meter-Lauf ausschied, wie auch über 200 Meter mit 23,28 s. Zudem belegte sie mit der belgischen 4-mal-100-Meter-Staffel in 43,98 s den sechsten Platz. Im Jahr darauf erreichte sie bei den Halleneuropameisterschaften in Istanbul das Finale im 60-Meter-Lauf und klassierte sich dort mit 7,19 s auf dem sechsten Platz. Im Juli siegte sie in 23,31 s über 200 Meter bei den U23-Europameisterschaften in Espoo und über 100 Meter belegte sie in 11,36 s den vierten Platz. Zudem gelangte sie mit der Staffel mit 43,77 s auf Rang fünf. Im August schied sie dann bei den Weltmeisterschaften in Budapest mit 11,40 s in der ersten Runde über 100 Meter aus. 2024 schied sie bei den Hallenweltmeisterschaften in Glasgow mit 7,21 s im Halbfinale über 60 Meter aus. Im Mai verpasste sie bei den World Athletics Relays in Nassau mit der 4-mal-100-Meter-Staffel eine Direktqualifikation für die Olympischen Spiele in Paris. Anschließend schied sie bei den Europameisterschaften in Rom mit 11,21 s im Halbfinale über 100 Meter aus und verhalf der Staffel zum Finaleinzug. Im August schied sie bei den Olympischen Sommerspielen in Paris mit 11,28 s im Semifinale aus und wurde mit der Staffel im Vorlauf disqualifiziert.
2025 schied sie bei den Halleneuropameisterschaften in Apeldoorn mit 7,28 s in der ersten Runde über 60 Meter aus.
In den Jahren von 2022 bis 2024 wurde Nkansa belgische Meisterin im 200-Meter-Lauf.

## Persönliche Bestzeiten
- 100 Meter: 11,20 s (−0,2 m/s), 2. August 2024 in Paris
  - 60 Meter (Halle): 7,17 s, 2. Februar 2025 in Val-de-Reuil
- 200 Meter: 23,03 s (+1,9 m/s), 10. Juli 2022 in Albi
  - 200 Meter (Halle): 23,48 s, 19. Januar 2025 in Luxemburg